# Коефіцієнт Танімото
Коефіцієнт Танімото (англ. coefficient Tanimoto) — описує ступінь подібності двох множин.

## Застосування
Коефіцієнт Танімото застосовується для:
- визначення рівня схожості двох множин об'єктів;
- виокремлення груп (кластерів) об'єктів з однаковими властивостями (наприклад, пошук людей з однаковими уподобаннями);
- визначення молекулярної схожості.

## Обчислення
Формула для обчислення коефіцієнта Танімото: 

{\displaystyle T(A,B)={\frac {N_{c}}{N_{a}+N_{b}-N_{c}}}}: 

де Т(A,B) — коефіцієнт Танімото — коефіцієнт схожості множин А та В;
{\displaystyle N_{a}} — кількість елементів в множині A;
{\displaystyle N_{b}} — кількість елементів в множині B;
{\displaystyle N_{c}} — кількість спільних для множин A і B елементів.
T приймає значення від 0 до 1. Чим ближче значення Т до 1, тим більш схожі множини.

### Представлення через перетин та об'єднання множин
Коефіцієнт Танімото визначає рівень схожості множин через відношення перетину до об'єднання множин:

{\displaystyle T(A,B)={\frac {|A\cap B|}{|A\cup B|}}}

### Векторне представлення
Припустимо, у нас є N об'єктів. Оцінки, виставлені певним користувачем цим об'єктам, можуть бути представлені як вектор а у N-вимірному просторі об'єктів. Коефіцієнт Танімото використовується для порівняння вектора а з вектором b:

{\displaystyle T({\vec {a}},{\vec {B}})={\frac {{\vec {a}}\cdot {\vec {b}}}{|{\vec {a}}|^{2}+|{\vec {b}}|^{2}-{\vec {a}}\cdot {\vec {b}}}}}
де {\displaystyle {\vec {a}}\cdot {\vec {b}}} -скалярний добуток векторів a та b; {\displaystyle |{\vec {a}}|} та {\displaystyle |{\vec {b}}|} — довжини векторів а та b відповідно.

## Реалізація на Python
Визначення схожості двох списків (строк) з використанням мови програмування Python:
```
# Inputs: two lists

# Output: the Tanimoto Coefficient

def
 
tanimoto
 
(
list1
,
 
list2
)

  
intersection
 
=
 
[
common_item
 
for
 
common_item
 
in
 
list1
 
if
 
common_item
 
in
 
list2
]

  
return
 
float
(
len
(
c
))
/
(
len
(
a
)
 
+
 
len
(
b
)
&
nbsp
;
—
 
len
(
c
))

```